# ルネ・ダンジュー

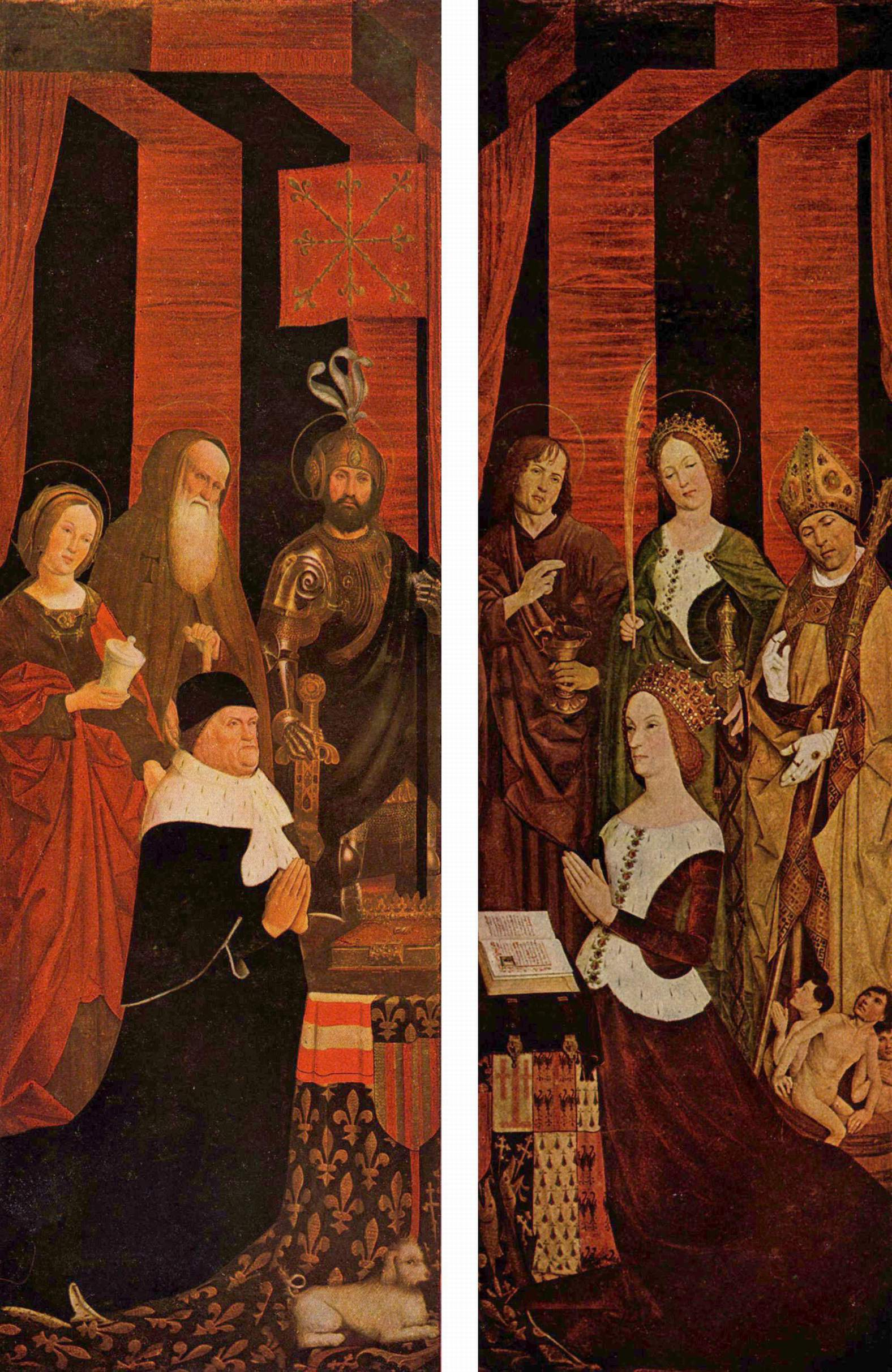
エクス大聖堂に飾られているニコラ・フロマン筆のルネと後妻ジャンヌの画。『燃える柴の祭壇画』（1476年）より

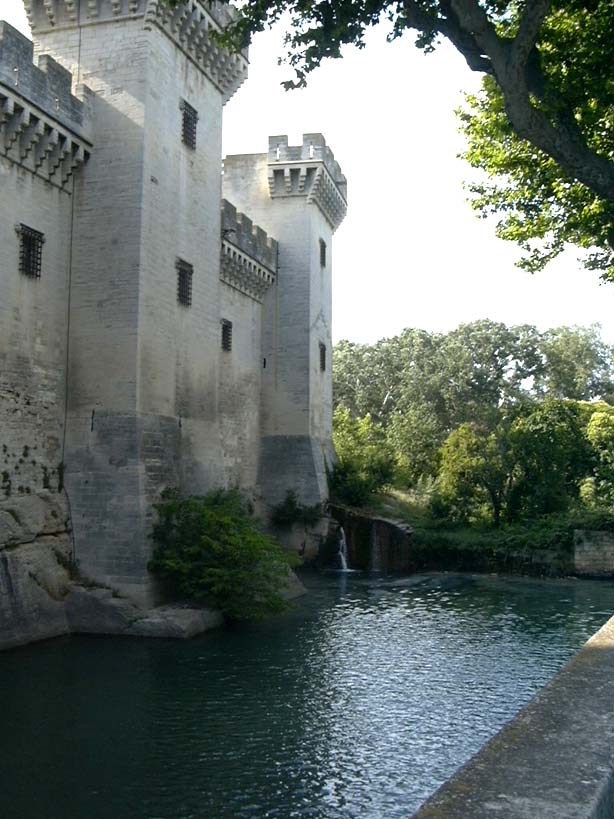
タラスコンにあるルネの城

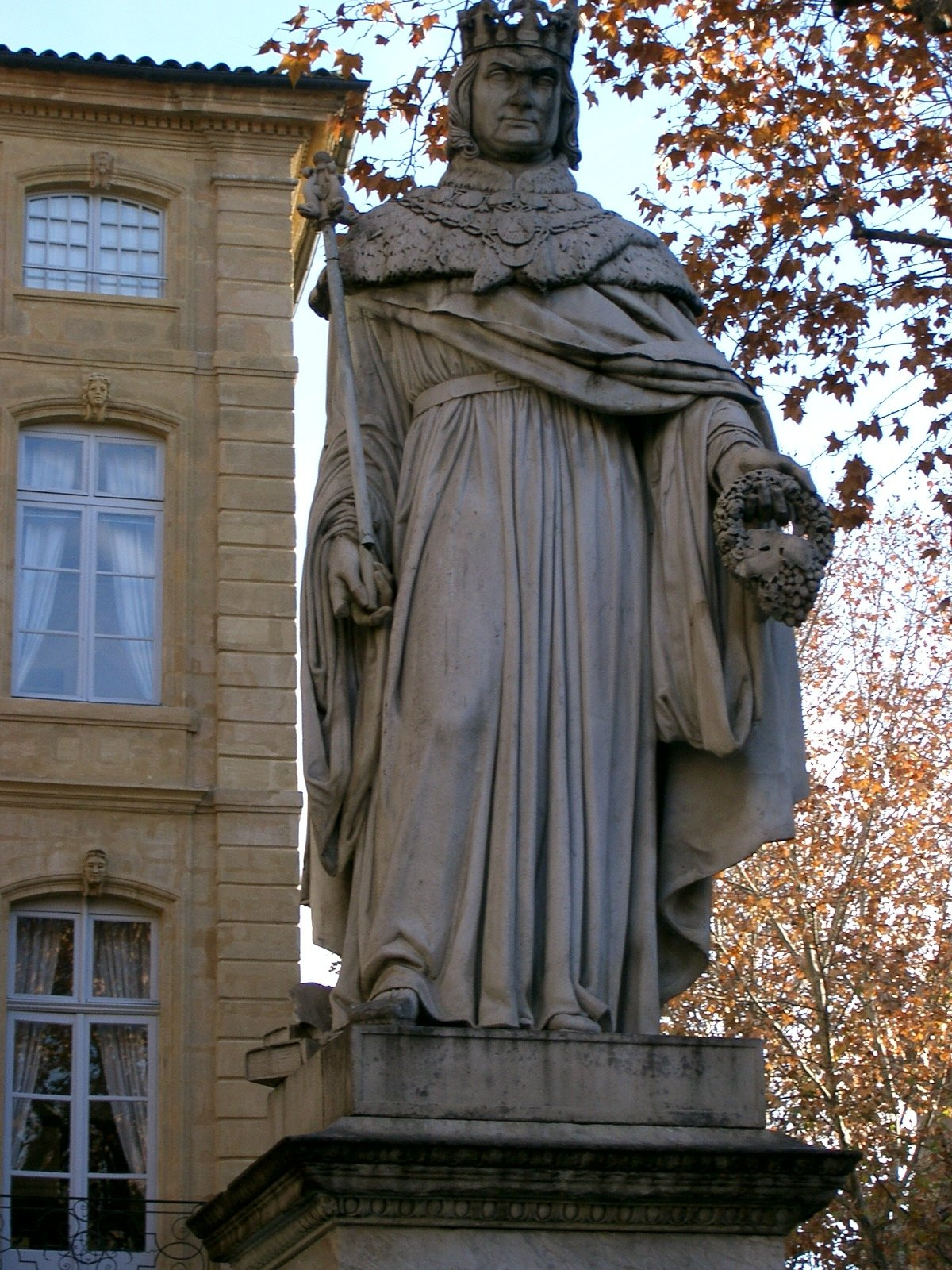
エクス＝アン＝プロヴァンス、ミラボー通りのルネ像

ルネ・ダンジュー（René d'Anjou, 1409年1月16日 - 1480年7月10日）は、中世フランスの王族。王家ヴァロワ家の分家であるヴァロワ＝アンジュー家出身で、アンジュー公ルイ2世と、アラゴン王フアン1世の娘ヨランド・ダラゴンの次男。兄にアンジュー公ルイ3世、姉にフランス王シャルル7世妃マリー、弟にメーヌ伯シャルル4世がいる。
ギーズ伯（1417年 - 1425年）、バル公（1431年 - 1480年、実際は1420年から）、ロレーヌ公（1431年 - 1453年）、ナポリ王（1435年 - 1442年）、アンジュー公（1434年 - 1480年）、プロヴァンス伯・フォルカルキエ伯（1434年 - 1480年）、名目上のエルサレム王（1435年 - 1480年）、名目上のアラゴン王およびバルセロナ伯（1466年 - 1472年）などの位に就いた。
ナポリ王としてイタリア語名で呼ぶとレナート1世（Renato I）であるが、イタリアよりフランスと縁が深いのでフランス語名で呼ばれることが多い。このほか、ルネ1世（René I）、善良王ルネ（Le bon roi René）、オック語名でレニエ（Rainièr）などと呼ばれることがある。

## 生涯

### ロレーヌ公国を相続
1409年、アンジェで誕生する。1417年の父の死でギーズの領主となった。この地は姉マリー・ダンジューの夫であるフランス王シャルル7世によって伯爵領とされた。当時は百年戦争中であり、ルネはフランス王を支持する立場であったが（アルマニャック派）、1424年にギーズは敵方のブルゴーニュ派に奪われ、翌1425年にブルゴーニュ派のリニー伯ジャン2世・ド・リュクサンブールの領地となってしまった。
ルネは1420年に母の尽力でロレーヌ公シャルル2世の娘イザベルと結婚しており、1431年にロレーヌ公となった。結婚時には母方の大叔父であるバル公ルイ1世が自らの領地をルネに譲っており、1430年からはバル公も名乗った。背景にはイングランドと結んだブルゴーニュ派に領土を侵略されたシャルル2世の反発があり、1424年のギーズ占拠でブルゴーニュ派と決別したシャルル2世はイザベルを相続人とし、ルネはロレーヌ・バルを手に入れられる立場となった。しかしルイ1世がイングランドへ臣従している関係から、ルネも1429年4月29日にルイ1世の仲立ちでベッドフォード公ジョン・オブ・ランカスターに誓約したが、後に誓約を撤回することになる。

### 百年戦争での行動
ロレーヌ相続前の1429年1月、ジャンヌ・ダルクが舅シャルル2世を訪問したことがあった。病気で臥せっていたシャルル2世はジャンヌに興味を抱きナンシーの居城で面会し、シノンにいるシャルル7世へ会うために護衛の兵士をつけるジャンヌの頼みを承諾した。2月にシャルル2世はヨランドにジャンヌの話を伝え、ヨランドはロベール・ド・ボードリクールとシャルル2世からジャンヌの情報を引き出した後にシノンへ出頭を命じたが、この時ルネもジャンヌに同行したといわれ、舅がいるナンシーへ出かけた彼は1月29日に顧問官のボードリクールに書面を差し出していることから、ルネはボードリクールと相談してジャンヌの道中を段取りし打ち合わせていたと推測されている。
百年戦争ではオルレアン包囲戦に際して舅と共にロレーヌからオルレアン防衛の兵士を送り、7月17日にランス・ノートルダム大聖堂で行われたシャルル7世戴冠式に出席し、ベッドフォード公との誓約を撤回した。8月のモンテピヨワの戦いに参戦、9月のパリ包囲戦ではクレルモン伯シャルル（後のブルボン公シャルル1世）と共に、ジャンヌ率いるパリ包囲軍にシャルル7世からの撤退命令を伝える役割を担った。
ロレーヌ公となった後に又従兄に当たるブルゴーニュ公フィリップ3世（善良公）と争い、妻の従弟であるヴォーデモン伯アントワーヌも協力して合戦になり、1431年7月2日にボードリクールと共に戦ったビュルネヴィルの戦いでは敗れて捕虜になり（ボードリクールは逃亡）、幾度かディジョンで虜囚の身となっている。シャルル7世はルネを釈放すべく大元帥アルテュール・ド・リッシュモン（後のブルターニュ公アルテュール3世）を善良公の下へ派遣し、1437年に彼の尽力でルネは金4000エキュで釈放された。この時期、母はブルゴーニュとフランスの和睦を願っていたが、ルネはそれに応えて善良公と交渉し、1435年のアラスの和約に結び付いたとされる。

### ナポリ王位争奪戦
ルネの幽閉中は弟のメーヌ伯シャルル4世がアンジュー公領を経営していたが、1436年にリッシュモンおよび兄のブルターニュ公ジャン5世とフランス・ブルターニュの同盟とジル・ド・レの所領問題を協議した。ジャン5世はジルの領土でアンジュー公領に属するシャントセを欲しがっていたが、1437年に釈放されたルネはジルの弟ルネ・ド・レと親戚のアンドレ・ド・ラヴァルの要請でジルのシャントセ売却を阻止すべく、シャントセ没収宣言とジャン5世にシャントセを買収しないとする誓約書を差し出させた。にも拘わらずジャン5世がジルとシャントセ買収の話を進めたばかりか、ジルの他の所領を買収したことに対して、臨戦態勢を取り戦争準備を進めた。
一触即発の状態でジルは敵方に回った弟と裏取引を持ち掛け、1438年6月にシャントセをわざと自分の手勢に奪わせ、弟に金と別の土地を引き渡した。そうして奪ったシャントセをジャン5世に売却、ルネはジルに出し抜かれた形になった。以後ジルと関わらなくなり、彼と関係が深いフランソワ・プレラーティを錬金術への興味から雇い入れたことが伝えられている（後にプレラーティは捕らえられ処刑された）。
また、幽閉中の1435年に亡くなったナポリ女王ジョヴァンナ2世の遺言でナポリ王位を継いだ。この正統性を巡ってアラゴン王アルフォンソ5世と争い、先にナポリでアラゴン軍相手に防戦している妻と1438年5月に合流、4年に渡りアラゴン軍と戦ったが敗北に終わり、ナポリ王位を手放す形で1442年にフランスに戻った。1453年に再びナポリを巡りアラゴンと戦ったが、やはり敗北してナポリ王位は手に入れられなかった。軍事的に徒労に終わった遠征だが、ナポリの風景に強烈な印象を受けたルネが帰国後にプロヴァンスの村ガルダンヌでイタリアの夢を反映した農園を作ることになり、ルネが雇った画家バーテルミー・デックもプロヴァンス・イタリア・フランドルの文化交流に大きな影響を与えることになる。
ナポリ遠征から2年後の1444年、妻がロレーヌに反発した神聖ローマ帝国の都市メッツの兵に襲われ身の回りの品を奪われた。かねてより都市の反抗に苦しめられたルネはシャルル7世に救援を要請、フランス軍がロレーヌへ遠征する契機となった。同年5月に結ばれたフランスとイングランドの休戦条約であるトゥール条約に基づき、イングランド領だったメーヌ・アンジューは返還され、翌1445年に娘マルグリットをイングランド王ヘンリー6世に嫁がせている。1449年にイングランドが休戦を破ると、シャルル7世が報復として行ったノルマンディー遠征に参戦、百年戦争終結に協力した。

### 晩年
1453年に妻が没すると、ロレーヌ公領は息子のカラブリア公ジャン（ロレーヌ公ジャン2世）に譲り、翌1454年にジャンヌ・ド・ラヴァル（ラヴァル伯ギー14世・ド・ラヴァル の娘）と再婚した。教養の高い後妻を迎えたルネは1480年に死ぬまでプロヴァンスで絵や書物などの趣味と牧歌的生活に明け暮れる日々を送り、盟友シャルル7世の崩御、イングランドへ渡ったマルグリットが薔薇戦争に巻き込まれた災難などを除けば、比較的平和な日々を過ごしていた。
だが、1470年にアラゴン王位継承戦争に出征していた息子ジャン2世に先立たれると、シャルル7世の息子でルネの甥に当たるフランス王ルイ11世が血縁関係を盾にルネの所領を狙うようになる。1473年に嫡孫ニコラ1世にも先立たれ、自分の男系が途絶えるとルネは1476年にルイ11世とリヨンで会見、領土に関してルイ11世に譲歩した。
1480年にエクス＝アン＝プロヴァンスで71歳で没した。遺言に基づき遺体はプロヴァンスから運び出され、先妻イザベルが眠るアンジェ大聖堂に葬られた。バル公領は、1473年に娘ヨランドを経てロレーヌ公を相続していた外孫ルネ2世に、プロヴァンス伯領とフォルカルキエ伯領は、甥であり1473年以降メーヌ伯だったシャルル5世に、それぞれ譲られた。他方でアンジュー公領はルイ11世に召し上げられた。

## プロヴァンス・アンジューの治世
ルネはアンジューとプロヴァンスを水路・陸路交えて行き来しており、ロワール川やローヌ川周辺の町に痕跡が残っている。後述するタラスコンを始め、ジャック・クールとの交流や街の整備に努めたマルセイユ、ルネの館が現存するアヴィニョンが挙げられる。中でもタラスコンとエクス＝アン＝プロヴァンスがルネが長く過ごした地で、エクス＝アン＝プロヴァンスではミラボー通りに左手にぶどうを握り、耕作の奨励が表現されたダヴィッド・ダンジェ作のルネ像がある。
造園に熱中していたルネはエクスの宮殿の隣に庭園を建て、色々な花や野菜を植えていた。1454年のジャンヌ・ド・ラヴァルとの再婚で一層自然にのめり込むようになり、牧歌的生活を好む後妻の影響もありガルダンヌで土地を買い取って農園経営に乗り出し、風車・牧場・畑・井戸・泉・小川まで掘られた農場に30人の使用人、ぶどう・桃など果物や牛・豚・羊などの家畜も育てられた。現存していない農場はルネのイタリアへの夢が反映され、エクスのルネ像の表現にも繋がっている。また1459年にレ・ボー＝ド＝プロヴァンスをジャンヌへ与え、ここで詩作・音楽など芸術に打ち込んだ夫婦生活を送った。
ローヌ川沿いの街タラスコンにはルネの名残があり、地名の由来である怪物タラスクを退治した聖マルタの伝説と、彼女を祀った聖マルタ教会が有名だが、向かいにあるタラスコン城をナポリから連れて来た職人たちに改修させて現在見られる形にしたこと、タラスクに因む「タラスクの祭り」に先鞭をつけたのはルネである。またマグダラのマリアを崇拝していたルネは1447年にサント＝ボーム山塊へ巡礼、1448年に彼女と共に流れ着いたと言われるマリア・サロメとマリア・ヤコベの遺骨をサント＝マリー＝ド＝ラ＝メールで発掘、8月の発掘作業完了、11月の調査結果発表を経て12月にミサを執り行い、遺骨を聖遺物箱へ保管した上で、発掘場所であり整備・改修したサント＝マリー教会内の礼拝堂へ置いた。こうして遺骨はサン＝ミシェル上部礼拝堂に保管されたが、フランス革命下の1794年に教会が狼藉に遭い、教会は荒らされたが遺骨は信者が事前に運び出したため難を逃れた。
一方、アンジューではプロヴァンスよりルネの事績は少ないが、タラスコンやロレーヌと共に数日にわたる騎馬試合を挙行、聖史劇開催は主としてアンジューで行う、遺体はプロヴァンスから運ばれアンジェで埋葬されるなど、ルネはアンジューでも関わりが深かった。また彼の生活・心情が反映されてか、アンジェ城と美術館にあるタペストリー、ダヴィッド・ダンジェの美術館、城の庭園に植えられたぶどうの木など、ルネが愛した牧歌的風景および芸術に寄せる人間性への思い入れがアンジェに「花と芸術の町」と称される源流を造り出したとされ、アンジューでルネは文芸のパトロン、産業振興家として称えられている。

## パトロンとしての活動
ギリシャ語・ラテン語・イタリア語・カタルーニャ語が出来たほか、絵画と小説・詩の制作、楽器の演奏・作曲、植物栽培にも熱心な文化人で、エクス＝アン＝プロヴァンスやアンジェでは文学サロンを主宰し、自身でも幾つかの作品をものした。ガルダンヌの牧歌的生活を書いた田園詩『ルニョーとジャンヌトン』、騎馬試合開催のテキスト『騎馬試合の書』、人間の感情を擬人的に表現した騎士道物語『愛に溺れた心の書』などが残されていて、詩人的なきらめきは感じられるが文人君主の域を出ない凡庸な作品と評価されている。
また、15世紀ヨーロッパは南北共に転換期を迎え、イタリアでルネサンスが到来、フーベルト・ファン・エイク・ヤン・ファン・エイク兄弟らの活動で北方ルネサンスも始まる時期にプロヴァンスにおけるルネの芸術擁護も重要と捉えられている。バーテルミー・デックなど芸術家を多数宮廷に召し抱え、画家ニコラ・フロマンなど宮廷の外で活動する芸術家もおり、ルネの晩年にエクスで芸術家40人、契約80件以上、マルセイユで芸術家17人、契約48件、アヴィニョンでは200人以上も関与していたことが明らかになっている。1444年頃にデックが絵画『エクスの受胎告知』を、1453年にアンゲラン・カルトンが祭壇画『聖母マリアの戴冠』を、1476年にニコラ・フロマンが祭壇画『燃える柴の祭壇画』を制作、15世紀プロヴァンスはフランス美術史上輝いた時代の1つに数えられる。
デックはフランドル・イタリアの美術交流に関わり、ほとんど生涯が分かっていないが、善良公に仕えディジョンで幽閉中のルネに出会ったとされ、1440年以後ルネの宮廷へ入ったと推測される。この時装飾写本『ルネ・ダンジューの時祷書』を制作したといわれ、1444年の『エクスの受胎告知』を通して北方絵画様式をプロヴァンスへ伝えたことになっている。またイタリア・フランドル芸術家の人的・作品交流が盛んになる中、デックが仲介役として絡み、ナポリへ行って画家ニッコロ・アントニオ・コラントニオに北方様式を教えたことが明らかになり、コラントニオの弟子アントネロ・ダ・メッシーナの作品『受胎告知のマリア』も『エクスの受胎告知』に類似点が見られることからデックの作品を見たと推測される。プロヴァンスの画家たちにもメッシーナの反映が見られるため、これらの点からフランドル・プロヴァンス・イタリアの交流は環状を成して互いに文化的影響を与え、それが形成されたのはデックとルネの関係があったからとされている。
特にアヴィニョンではニコラ・フロマンの庇護者となった。彼は1460年から1470年頃にル・マンの司教座聖堂参事会員シモン・グルバンに『使徒行伝の謎』を発注した。1476年にフロマンは三連式祭壇画『燃える柴の祭壇画』を制作、絵画注文や城館の装飾と紋章を手掛けるなど、ルネのお気に入りとして重用された。エクス大聖堂（サン・ソヴール大聖堂）に現存している祭壇画はプロヴァンス絵画を代表する14世紀傑作の1つにあげられ、『旧約聖書』でモーセが燃える柴の炎の中から響く神の声を聞いたという逸事を踏まえ、中央パネルが幼いイエスを抱いて柴の木に座る聖母マリアと下から見上げるモーセ、左右のパネルにはそれぞれルネ・ジャンヌ夫妻が描かれている。周囲はタラスコン城、マグダラのマリアなど聖人も配置されている。
ルネがたびたび催した祭りは領民との精神的な結びつきと産業振興が意図されていた。1474年5月にペストを憂慮してエクスで3日間開催された『聖体祭』は2日間歌・ダンス・芝居などで踊り騒ぐ無礼講、3日目は一転して祈りの日になり、ルネは祭りを通してペストでパニックに陥っている人々の恐怖を和らげ、合わせて祭壇・衣装制作、作物売買など祭りで経済活性化を図った。こうした意図は騎馬試合にも見られ、1448年のサント＝マリー＝ド＝ラ＝メールにおけるミサでは祈りを領民と共有する目的があったとされる。

## 子女
ロレーヌ女公イザベルとの間に成人した以下の子女がいる。
- ジャン2世（1425年 - 1470年） - ロレーヌ公
- ヨランド（1428年 - 1483年） - ヴォーデモン伯フェリー2世と結婚、ロレーヌ公ルネ2世の母
- マルグリット（1429年 - 1482年） - イングランド王ヘンリー6世と結婚

ジャンヌ・ド・ラヴァルとの間には子はいない。